# Dr. Harrison A. Tucker Cottage
Das Dr. Harrison A. Tucker Cottage ist eine historische Sommerresidenz in Oak Bluffs im Bundesstaat Massachusetts der Vereinigten Staaten. Es wurde 1869 errichtet und ist nach seinem Eigentümer Harrison A. Tucker benannt, der mit seiner Medizin zu Reichtum und großer Bekanntheit gekommen war. 

## Beschreibung
Das Haus besteht eigentlich aus zwei kleineren Gebäuden, die seitlich durch einen zweistöckigen Anbau sowie durch ein weiteres Gebäude auf der Rückseite miteinander verbunden sind. Vom Grundstück aus besteht ein guter Ausblick auf den Nantucket Sound. Tucker war ein angesehenes Mitglied der Gesellschaft und spielte eine wesentliche Rolle in der Entwicklung der Stadt. Seit 1990 ist das Gebäude als Denkmal im National Register of Historic Places eingetragen.
Das Haus war zum Zeitpunkt seiner Errichtung als säkulares Gegenstück zum benachbarten Martha’s Vineyard Campground ein wichtiger Treffpunkt der Gesellschaft in Oak Bluffs und erlangte 1873 besondere Berühmtheit, als der damalige US-Präsident Ulysses S. Grant aus einem Gottesdienst geworfen wurde, weil er mitgeführten Alkohol konsumierte. Tucker brachte ihn daraufhin auf sein Anwesen, wo Grant in Ruhe trinken konnte. Tucker reichte ihm auch eine Flasche der von ihm entwickelten und patentierten Medizin Dr. Tucker’s Diaphoretic Compound Number 59, die einen erheblichen Anteil Opium enthielt.